# Mehdi Terki
Mehdi Terki (Maubeuge, 27 settembre 1991) è un calciatore francese naturalizzato algerino, centrocampista dell'Olympic Charleroi.

## Caratteristiche tecniche
È un centrocampista offensivo.

## Carriera
Cresciuto nelle giovanili del Mons, ha esordito il 9 ottobre 2010 in occasione del match vinto 2-0 contro il Visé.

## Statistiche

### Presenze e reti nei club
Statistiche aggiornate al 6 gennaio 2017.
| Stagione        | Squadra         | Campionato      | Campionato | Campionato | Coppe nazionali | Coppe nazionali | Coppe nazionali | Coppe continentali | Coppe continentali | Coppe continentali | Altre coppe | Altre coppe | Altre coppe | Totale | Totale | Totale |
| Stagione        | Squadra         | Comp            | Pres       | Reti       | Comp            | Pres            | Reti            | Comp               | Pres               | Reti               | Comp        | Pres        | Reti        | Pres   | Reti   |        |
| --------------- | --------------- | --------------- | ---------- | ---------- | --------------- | --------------- | --------------- | ------------------ | ------------------ | ------------------ | ----------- | ----------- | ----------- | ------ | ------ | ------ |
| 2010-2011       | Mons            | D2              | 20         | 1          | CB              | 0               | 0               |                    | -                  | -                  |             | -           | -           | 0      | 0      |        |
| 2011-2012       | Gent            | D1              | 0          | 0          | CB              | 0               | 0               |                    | -                  | -                  |             | -           | -           | 0      | 0      |        |
| 2012-2013       | Dender          | D3              | 31         | 2          | CB              | 0               | 0               |                    | -                  | -                  |             | -           | -           | 0      | 0      |        |
| 2012-gen. 2013  | CS Constantine  | L1              | 0          | 0          | CA              | 0               | 0               |                    | -                  | -                  |             | -           | -           | 0      | 0      |        |
| gen.-giu. 2013  | Dender          | D3              | 12         | 3          | CB              | 0               | 0               |                    | -                  | -                  |             | -           | -           | 0      | 0      |        |
| 2014-2015       | Dender          | D3              | 32         | 5          | CB              | 0               | 0               |                    | -                  | -                  |             | -           | -           | 0      | 0      |        |
| 2015-gen. 2016  | Dender          | D3              | 20         | 6          | CB              | 2               | 0               |                    | -                  | -                  |             | -           | -           | 0      | 0      |        |
| Totale Dender   | Totale Dender   | Totale Dender   | 95         | 16         |                 | 2               | 0               |                    | -                  | -                  |             | -           | -           | 97     | 16     |        |
| gen.-giu. 2016  | Lokeren         | D1              | 10+9       | 0          | CB              | 0               | 0               |                    | -                  | -                  |             | -           | -           | 0      | 0      |        |
| 2016-2017       | Lokeren         | D1              | 27         | 3          | CB              | 2               | 0               |                    | -                  | -                  |             | -           | -           | 0      | 0      |        |
| 2017-2018       | Lokeren         | D1              | 21         | 1          | CB              | 2               | 0               |                    | -                  | -                  |             | -           | -           | 0      | 0      |        |
| Totale carriera | Totale carriera | Totale carriera | 182        | 21         |                 | 6               | 0               |                    | -                  | -                  |             | -           | -           | 188    | 21     |        |

## Palmarès

### Club

#### Competizioni nazionali
- Campionato lussemburghese: 1

Swift Hesperange: 2022-2023